# 吴恳
吴恳（1961年1月—），湖南人，中华人民共和国外交官。曾任中國駐德國大使，现任第十四屆全國政協委員。

## 生平
吴恳1985年毕业于武汉大学德语系。1986年，进入中华人民共和国外交部工作，任外交部干部司科员。1987年，赴德国法兰克福大学进修。1988年，回国任外交部苏欧司随员。1990年，任驻德国大使馆随员，后升三秘。1993年，任外交部干部司三秘，后升副处长、处长。1998年，任驻奥地利大使馆参赞。2001年，升任外交部干部司副司长。2003年，升任干部司司长。2007年11月，出任中华人民共和国驻奥地利大使。2010年9月，出任中华人民共和国驻瑞士大使。2013年7月，挂职担任广东省人民政府副秘书长。2016年5月，出任中华人民共和国驻荷兰大使兼常驻禁止化学武器组织代表。2019年3月，任中华人民共和国驻德国大使。2024年8月，自驻德国大使离任。

## 家庭
已婚，有一子。